# ビッグビーチフェスティバル
ビッグビーチフェスティバル（英: BIG BEACH FESTIVAL）は、2009年から2013年まで6月上旬に開催されていた日本最大級のビーチフェスティバルである。ファットボーイ・スリム（FATBOY SLIM） が、イギリスのブライトンで2001年と2002年に開催したビーチパーティーである BIG BEACH BOUTIQUE の日本版として開催される、FATBOY SLIM公認のオフィシャルパーティーである。主催は、alife Entertainment。2009年は横浜・八景島シーパラダイスで行われ、2010年以降は千葉県千葉市幕張海浜公園内の BBF 特設会場で行われている。ファットボーイ・スリムは BIG BEACH FESTIVAL'09 と BIG BEACH FESTIVAL'11 、BIG BEACH FESTIVAL'13 に出演した。

## 概要
2009年より開催されており、2009年と2011年、2013年のヘッドライナーがファットボーイ・スリム、2010年にはヘッドライナーにTHE CHEMICAL BROTHERSが出演している。2012年には再びTHE CHEMICAL BROTHERSが出演している。
海外アーティストのDJプレイの他、RED BULL AIR RACEによるフライトパフォーマンスやRed Bull RacingによるF1デモ走行も行われ、フィナーレには花火も打ち上げられる。
基本的にはハウス、テクノ、ミニマルのアーティストがDJプレイを行い、その他80kidzのバンドセットや2010年にはグルーブアルマダによるバンドセットも行われた。
2011年より、VIPエリアチケットとボートを会場近くに停泊させて観る事ができるボートチケットが発売された。
同日にWAREHOUSE702やWOMBで出演アーティストによるアフターパーティーが行われる。
BIG BEACH FESTIVAL '12では過去最高の2万人を大きく上回る来場者が、BIG BEACH FESTIVAL '13では2万5千人が来場。
クラブ系情報サイトクラベリアのBEST FESTIVAL AWARDで3年連続の1位を受賞している。

## 開催日時、場所と主な出演者
2009年6月6日（土）会場：横浜　八景島シーパラダイス
- FATBOY SLIM
- LUCIANO
- Layo & Bushwacka!
- M.A.N.D.Y. Patrick（Get Physical Music）
- JOHN SELWAY
- DIMITRI NAKOV
- 大沢伸一
- Tomoyuki Tanaka（Fantastic Plastic Machine）
- RYUKYUDISKO
- DEXPISTOLS
- SATOSHI OTSUKI

2010年6月5日（土）会場：千葉　幕張海浜公園内
- THE CHEMICAL BROTHERS（DJ SET）
- SASHA
- GROOVE ARMADA（LIVE）
- THOMAS GANDEY（a.k.a. CAGEDBABY）
- THE 2 BEARS
- SHINICHI OSAWA
- JAYMO & ANDY GEORGE
- DIMITRI NAKOV
- TANIA VULCANO
- DAVIDE SQUILLACE
- ZOMBIE DISCO SQUAD
- DANCING PIGEONS
- DEXPISTOLS
- 80kidz

2011年6月4日（土）会場：千葉　幕張海浜公園内
- FATBOY SLIM
- CARL COX
- STEVE LAWLER
- SETH TROXLER
- THE CUBAN BROTHERS
- DJ YODA
- ROUND TABLE KNIGHTS
- HIFANA
- DEXPISTOLS
- TOMOYUKI TANAKA（FPM）
- SATOSHI OTSUKI

2011年6月2日（土）会場：千葉　幕張海浜公園内
【BIG BEACH STAGE出演者】
- THE CHEMICAL BROTHERS（DJ SET）
- SVEN VÄTH
- BEARDYMAN（LIVE）
- JOHN DIGWEED
- SATOSHI OTSUKI

【RED BULL STAGE出演者】
- TIMO MAAS
- MATTHIAS TANZMANN
- JFB
- NATHAN DETORIT
- SHINICHI OSAWA

【Red Bull THRE3STYLE SHOWCASE出演者】
- DJ KRUSH
- KEIZOmachine!（HIFANA） vs DJ MAAR（DEXPISTOLS）
- DJ KOYA
- DJ 8MAN vs DJ IKU

【DISCO BALLOON出演者】
- MASANORI MORITA（STUDIO APARTMENT）
- DJ USUS（RIP SLYME）
- DJ MARC PANTHER
- MAKE THE GIRL DANCE

2013年6月1日（土）会場：千葉　幕張海浜公園内
【BIG BEACH STAGE出演者】
- FATBOY SLIM
- BASEMENT JAXX [LIVE]
- EROL ALKAN
- MAYA JANE COLES
- SEKITOVA

【ISLAND STAGE出演者】
- SASHA
- ELLEN ALLIEN
- DAMIAN LAZARUS
- SYSTEM OF SURVIVAL
- HOT SINCE 82

【RED BULL THRE3STYLE SHOWCASE出演者】
- DJ KENTARO
- FOUR COLOR ZACK）
- DJ 8MAN
- DJ IKU
- DJ TASKEY

【DISCO BALLOON出演者】
- NERVO
- TOM STAAR
- SHINICHI OSAWA
- TOMOYUKI TANAKA
- DJ MARC PANTHER
- BANVOX
- GIANCARLO
- LOS DE LA VEGA
- DJ SAL MORALE